# Walter Aciar
Walter Aciar (Mendoza, provincia de Mendoza, 11 de mayo de 1983) es un exfutbolista argentino.

## Clubes
| Club            | País      | Año       |
| --------------- | --------- | --------- |
| Guillermo Brown | Argentina | 2004-2018 |